# Edmund Winchester Rucker
Pour les articles homonymes, voir Rucker.
Edmund Winchester Rucker (22 juillet 1835 – 13 avril 1924) est un officier confédéré de la guerre de Sécession. Après la guerre, il devient un important industriel de Birmingham, en Alabama. Le fort Rucker, en Alabama, est nommé en son honneur.

## Avant la guerre
Edmund Rucker naît près de Murfreesboro, dans le Tennessee, le 22 juillet 1835. Il est le petit-fils du général James Winchester, un vétéran de la guerre d'indépendance et de la guerre de 1812,. Après une éducation de base, Rucker déménage à Nashville, en 1853, travaillant comme géomètre ferroviaire avant de devenir un ingénieur. Il est ingénieur de la ville de Memphis à la fin des années 1850.

## Guerre de Sécession
Lorsque la guerre de Sécession éclate Rucker s'enrôle dans l'armée des États confédérés en tant que soldat dans la compagnie de sapeurs et de mineurs du Tennessee. Envoyé au Kentucky, il est promu lieutenant. Le 10 mai 1862, il est transféré et promu capitaine de la compagnie C du 1st Tennessee Heavy Artillery, son unité est composée principalement d'hommes de l'Illinois. Sa compagnie travaille avec trois Columbiads de 8 pouces et trois de 32 livres, faisant partie de la garnison lors de la bataille de l'Île numéro 10. Lorsque l'île tombe, il s'échappe et est félicité pour sa bravoure. Rucker est transféré dans la cavalerie avec le grade de commandant et affecté à l'application des lois de la conscription dans l'est du Tennessee. Son unité devient le 16th Tennessee Cavalry Battalion. Au début de 1863, Rucker est promu colonel et commandant de la 1st East Tensessee Legion nouvellement créée, aussi connue comme la légion de Rucker. Ses composantes sont hormis son bataillon, le 12th Tennessee Cavaly Battalion et une batterie d'artillerie. Avec sa légion, il participe au raid du Kentucky de Pegram, à la bataille de Chickamauga et la campagne de Chattanooga.
En février 1864, Rucker est affecté au corps de cavalerie de Forrest dans le Mississippi, et reçoit le commandement d'une brigade sous le commandement du général Abraham Buford, composé des 8th et 18th Mississippi et du 7th Tennessee Cavalery. Avec ceux-ci il combat lors des batailles de Brice's Crossroads et de Tupelo, où il est blessé au bras et à la jambe. En novembre, Rucker est nommé brigadier général, mais sa commission n'est jamais confirmée par le congrès confédéré. Alors, sa brigade, maintenant dans la division du général James R. Chalmers, voit de grands changements. Elle est constituée des 3rd, 7th, 12th, 14th et 15th Tennessee Cavalry, ainsi que des 5th Mississippi Cavalry et du 7th Alabama Cavalry. Il participe à la bataille de Franklin et de Nashville et est blessé et capturé lors de la seconde. Rucker a son bras gauche amputé et il est emprisonné sur l'île Johnson en Ohio. Le général Nathan Bedford Forrest organise un échange de prisonniers pour lui et Rucker est de nouveau avec l'armée lorsqu'elle se rend à Gainesville en Alabama, le 9 mai 1865.

## Après la guerre
Après la guerre, il retourne à Memphis et aux affaires ferroviaires, travaillant avec Nathan Bedford Forrest. En 1869, il s'installe en Alabama en tant que surintendant de chemin de fer. Rucker déménage à Birmingham en Alabama au début des années 1880, construisant sa maison dans le quartier appelé désormais Five Points. Il travaille avec l'ex-général Joseph E. Johnston et devient un magnat industriel, négociant du charbon, de l'acier, et des terres et est aussi présent dans le secteur bancaire.
Rucker, épiscopalien, se marie deux fois, d'abord à Mary Adèle Woodfin (1855-1883) en 1873, et après sa mort, à Mary T. Bentley (1860-1941) en 1886. Il a un fils et trois filles avec sa première épouse. Il meurt le 24 avril 1924, et est enterré dans le cimetière d'Oak Hill. Fort Rucker, en Alabama, est nommé en son honneur. Les filles de la Confédération ont nommé un chapitre en sa mémoire, le chapitre 2534 général Edmond Winchester Rucker .